# Reseda stricta
Reseda stricta es una planta de la familia de las resedáceas.

## Descripción
Es una planta anual o perennifolia. Alcanza un tamaño de hasta 80 cm de longitud, ascendentes o erectos. Las hojas pinnatisectas, con 1-2 pares de lóbulos. Brácteas caducas. Pedicelos de 2-6 mm. Sépalos de 1-2 mm. Pétalos de 2-3 mm, amarillos, desiguales; los posteriores con uña bien marcada y limbo apendiculado más corto que la uña y al menos con 5 lóbulos. Androceo con c. 20 estambres. El fruto en cápsulas de 6-15 x 3-4 mm, de cilíndricas a obovadas, truncadas. Semillas de c. 1 x 0,8 mm, ovadas, lisas, pardas, brillantes. Florece y fructifica de marzo a julio.

## Distribución y hábitat
Se encuentra sobre margas yesosas. Es poco frecuente. Se distribuye por España y el Norte de África.

## Taxonomía
Reseda stricta fue descrita por Christiaan Hendrik Persoon y publicado en Synopsis Plantarum 2: 10, en el año 1806.
Citología
Número de cromosomas de Reseda stricta (Fam. Resedaceae) y táxones infraespecíficos: 
n=12
Sinonimia
- Reseda erecta Lag.
- Reseda gombertii Sennen
- Reseda reuteriana Müll.Arg.
- Reseda saxatilis Pourr. ex Willd.[4]
- Reseda funkii (Willk.) Font Quer & Sennen ex Font Quer
- Reseda jacquinii [I] brachycarpa Pau[5]

## Nombres comunes
- Castellano: pebrotes.[5]